# Bruno Beran
Bruno Beran (6. ledna 1888 Brno – 27. června 1979 Palma de Mallorca) byl český akademický malíř.

## Život
Narodil se v Brně v židovské rodině majitele přádelny Lazara vulgo Aloise Berana a jeho ženy Bruny rozené Schwarz. Vyrůstal s dvěma staršíma bratry, Philippem a Rudolfem. Kromě výtvarného talentu měl i talent hudební a byl výjimečným houslistou. Nakonec dal přednost studiu malířství a v letech 1903–1905 navštěvoval Uměleckoprůmyslovou školu ve Vídni u prof. Karla Otto Czechky a poté i Akademii výtvarných umění, kde se školil u prof. Rudolfa Bachera. Zde se seznámil se svou budoucí ženou Irenou, studentkou konzervatoře a rovněž brněnskou rodačkou. Další studium absolvoval v letech 1907–1911 v Mnichově na Malířské akademii u profesorů J. C. Hertericha a Heinricha von Zügela. Načež v roce 1911 studoval i v Paříži na Akademii de la Grande-Chaumiere u Luciena Simona. V průběhu roku 1913 navštěvoval v Giverny Clauda Moneta a tímto počinem získal charakteristický impresionistický rukopis.
Po vypuknutí první světové války narukoval, ale po několika měsících byl pro zdravotní neschopnost zproštěn vojenské služby a vrátil se do rodného Brna. Od roku 1924 byl krátce společníkem firmy „Brněnské továrny na mýdlo Mira, s r. o.“, ale v červnu 1925 ze společnosti vystoupil. Bruno Beran střídavě tvořil v Paříži, kromě portrétů maloval i náboženské výjevy a účastnil se výstav brněnského "Sdružení německých výtvarných umělců Moravy a Slezska".
V roce 1929, když hospodářská krize připravila malířova otce o rodinný podnik, odešel poprvé do Španělska, kde na Ibize prožil tři roky intenzivní výtvarné práce. Již tehdy byl vyprofilován jako žádaný portrétista a krajinář, některými kritiky přirovnávaný k Degasovi. Mezitím se v Brně roku 1935 oženil s Irenou Subakovou. V roce 1936 po vypuknutí španělské občanské války odjeli manželé Beranovi do Velké Británie a poté se vrátili do Paříže, ale po její okupaci nacisty roku 1940 museli opět uprchnout přes Pyreneje do Portugalska a odtud do New Yorku.
V roce 1950 získal Bruno Beran americké občanství, ale před tímto datem se živil porůznu, ovšem díky jeho mistrovství v malbě portrétů záhy získal zakázky z okruhu washingtonského diplomatického sboru. Do své smrti 27. června 1979 v Palma de Mallorca byl stále umělecky aktivní.

## Zastoupení ve sbírkách[7]
- Oblastní galerie Liberec
  - Dáma s psíkem, (1910–1928), olej plátno
- Národní galerie Praha
  - dvě blíže nespecifikovaná díla
- Muzeum města Brna
  - Podobizna starce (1947), olej plátno
  - Oplakávání, olej plátno
  - Žena v maškarním kostýmu, olej plátno
  - Portrét malíře, olej plátno
  - Žena v orientálním kostýmu, olej plátno
  - Sedící ženský akt, olej plátno
  - Ukřižování, olej plátno
  - Na květinovém trhu, olej plátno
  - Dechová kapela, olej plátno
  - Žena v černém klobouku, olej plátno
  - Muž v šedém obleku, olej plátno
  - Žena v kožešinovém plášti, olej plátno
  - Muž v bílém plášti, olej plátno
  - Muž s rozcuchanými vlasy, (před 1930), olej plátno
  - Starý muž, olej plátno
  - Krajina se skálou a městem, (kol. 1930), křída barevná, papír

## Výstavy

### Kolektivní
- 1920 – Bruno Beran, Gustav Böhm, Robert Farsky, Karl Korschann, Leonhard Schuller, Julius Schustala, Dům umění města Brna, Brno (Brno–město)
- 1924 – Munchener Graphik / Bruno Beran, Dům umění města Brna, Brno (Brno-město)
- 1928 – Československé výtvarné umění 1918 – 1928, Brno (Brno–město), Brno (Brno-město)
- 1930 – Weihnachtsausstellung / Bruno Beran, Dům umění města Brna, Brno (Brno-město)
- 2000 – 90 let Domu umění města Brna, Dům umění města Brna, Brno (Brno-město)
- 2011 – Moravská národní galerie: 194 let od založení, Místodržitelský palác, Brno (Brno-město)
- 2012/2013 – Umělecké poklady mecenáše Heinricha von Liebiega / Kunstschätze des Mäzens Heinrich von Liebig, Museum Giersch, Frankfurt nad Mohanem (Frankfurt am Main)
- 2013 – Mladí lvi v kleci, Oblastní galerie Liberec, Liberec (Liberec)
- 2014 – Mladí lvi v kleci. Umělecké skupiny německy hovořících výtvarníků z Čech, Moravy a Slezska v meziválečném období,Galerie výtvarného umění v Chebu, Cheb (Cheb)